# Янко Драганов
Вижте пояснителната страница за други личности с името Драганов.
Янко Драганов Драганов е опълченец-поборник, български офицер, генерал-лейтенант, участник във войните за национално обединение.

## Биография
Янко Драганов е роден на 29 март 1859 г. в Тулча, Добруджа. На 12 юни 1877 г. постъпва на военна служба. Участва в Руско-турската война (1877 – 1878) като доброволец в 12-а дружина на Българското опълчение. През 1880 година завършва Одеското военно училище, на 30 август е произведен в чин подпоручик и зачислен на служба в Свищовска № 15 пеша дружина. На 30 август 1883 г. е произведен в чин поручик.
По време на Сръбско-българската война (1885) е началник на общия резерв по време на отбраната на Видин. По-късно е началник на Бреговския отряд и на общия резерв на Северния отряд. На 24 март 1886 г. е произведен в чин капитан, а на 2 август 1889 г. в чин майор. Служи като командир на 3-ти пехотен бдински полк, а в периода 1900 – 1903 година командва 24-ти пехотен черноморски полк, началник е на 2-ра бригада от 1-ва пехотна софийска дивизия, офицер от свитата на Н. В. цар Фердинанд и маршал на двореца.
На 2 август 1893 г. е произведен в чин подполковник, на 2 май 1902 г. в чин полковник. Съгласно височайша заповед № 3 от 18 януари 1912 годна „за изслужено време и на ваканция“ е произведен в чин генерал-майор.
През Балканската (1912 – 1913) и Междусъюзническата война (1913) е във военната свита на цар Фердинанд I. След двете войни, през 1913 г. е назначен за началник на I Пехотна Софийска дивизия и като такъв през Първата световна война участва в сраженията срещу Сръбската армия при Пирот, Бела Паланка, Лесковъц и други. През 1916 г. води боеве срещу Румънската армия на Добруджанския фронт. Отличава в сраженията при Тутракан и Силистра. Поради бавното преследване на противника след тези боеве, през септември 1916 година е сменен след намеса на германския фелдмаршал Август фон Макензен.
През 1917 г. е назначен за главен интендант при Министерството на войната и като такъв е награден с османски медал „За бойни заслуги“. На 15 август 1917 г. е произведен в чин генерал-лейтенант. След края на войната преминава в запаса.
По време на военната си кариера служи в 30-и пехотен шейновски полк, във Военното училище и в 6-и пехотен търновски полк.
Генерал-лейтенант Янко Драганов умира на 23 ноември 1932 г. в София от Паркинсон. Негови спомени, снимки и документи се пазят в централен държавен архив – ф. 1905к, 1 опис, 128 а.е.

## Военни звания
- Подпоручик (30 август 1880)
- Поручик (30 август 1883)
- Капитан (24 март 1886)
- Майор (2 август 1889)
- Подполковник (2 август 1893)
- Полковник (2 май 1902)
- Генерал-майор (18 януари 1912)
- Генерал-лейтенант (15 август 1917)

## Награди
- Военен орден „За храброст“ II, III и IV степен, 2 клас
- Княжески орден „Св. Александър“ IV и V степен без мечове
- Орден „Св. Александър“ II степен с мечове отгоре
- Народен орден „За военна заслуга“ III степен на военна лента
- Медал „За бойни заслуги“, Османска империя